# 西部省 (斯里蘭卡)
西部省是斯里蘭卡西南岸的一個省，面積3634.6平方公里，2001年人口为5,381,197人。首府科特是行政首都，最大城市科倫坡也位於本省。
下分3區。